# Tom Fletcher
Thomas Michael (Tom) Fletcher (Harrow (Groot-Londen), 17 juli 1985) is een Engelse zanger, gitarist en componist. Hij is de oprichter van McFly en is daar ook een van de leadzangers en gitaristen. De andere bandleden van McFly zijn Danny Jones, Dougie Poynter en Harry Judd. De band is doorgebroken nadat hij in het voorprogramma zat van Busted. Fletcher heeft tien nummer 1-hits geschreven, waarvan er drie voor Busted waren en de overige zeven van McFly. Fletcher heeft ook het grootste deel van de liedjes van McFly geschreven.

## McFly
Fletcher zette McFly op, samen met Danny Jones, nadat beiden elkaar ontmoetten op een auditie voor een nieuwe band (V). Eerder was Fletcher afgewezen voor Busted, hoewel hij aanvankelijk lid was. Hij werd na ongeveer 48 uur opgebeld, dat men het toch beter vond om met drie jongens een band op te zetten.
Fletcher en Jones besloten samen te gaan schrijven en met de hulp van James Bourne van Busted schreven ze maandenlang liedjes. Uiteindelijk namen ze de beslissing om een band op te zetten en uit de audities kwamen Harry Judd en Dougie Poynter.

## Tekstschrijver
Tom Fletcher heeft de volgende nummer 1-hits (mee)geschreven: Crashed The Wedding, Who's David en Thunderbirds voor Busted, en Five Colours in Her Hair (Bourne, Jones, Fletcher), Obviously (Fletcher, Jones, Bourne), All About You (Fletcher), I'll Be OK (Fletcher, Jones, Poynter), Please, Please (Fletcher, Jones, Poynter), Star Girl en Transylvania (Poynter, Fletcher) voor McFly.
Ook heeft hij (deels) acht liedjes op het tweede album van Busted (A Present for Everyone) geschreven en heeft hij aan alle liedjes - op een na (Not Alone, dat alleen door Jones is geschreven) - op het debuutalbum van McFly (Room on the 3rd Floor) minstens mee geschreven. Het debuutalbum van McFly werd meteen een nummer 1-album in Engeland, net zoals het tweede album van McFly, Wonderland. Op het tweede album stond ook een lied over een suïcidaal meisje, dat verspreid is over twee delen, en waar Fletcher als enige bandlid op te horen is dat zingt.

## Schrijver van kinderboeken
Tom Fletcher schrijft sinds 2012 kinderboeken. Hij debuteerde met The Dinosaur that Pooped Christmas. Dit schreef hij samen met Dougie Poynter. Een jaar later verscheen een tweede deel: The Dinosaur that Pooped a Planet. In 2016 kwam zijn eerste solo geschreven boek uit: De Kerstmisaurus. Het gaat over Willem Tuffer die graag een dinosaurus wil hebben voor Kerst. In 2019 komt zijn tweede boek uit: De Knerpers. Dit boek was een van de kerntitels van de Kinderboekenweek in 2022. Datzelfde jaar kwam het vervolg uit op de Kerstmisaurus. De Kerstmisausrus en de winterheks. In 2020 komt de Braniebende uit en in 2021 het derde deel van de Kerstmisaurus, de Kerstmisaurus en de lijst met stoute kinderen. In 2022 komt het boek Ruimterockers uit. In dit boek kunnen lezers QR-codes scannen. Dit leidt dan naar de muziek van de Ruimterockers, uitgevoerd door McFly.
- Gemeinsame Normdatei: 1141057654
- International Standard Name Identifier: 0000 0001 3237 2317
- Library of Congress Control Number: nb2012020913
- Nationale Bibliotheek van Letland: 000282651
- MusicBrainz: e4a6b640-0182-44ff-a882-418f97692fa8
- Nationale Bibliotheek van Tsjechië: mzk2018998733
- Nationale Bibliotheek van Israël: 987007394793805171
- Virtual International Authority File: 263450762
- WorldCat: E39PBJfmhPM7m38mmDDkrHmPQq